# Zosteria novazealandica
Zosteria novazealandica là một loài ruồi trong họ Asilidae. Zosteria novazealandica được Daniels miêu tả năm 1987. Loài này phân bố ở miền Australasia.